# Leptospermum madidum
Leptospermum madidum är en myrtenväxtart som beskrevs av Anthony R. Bean. Leptospermum madidum ingår i släktet Leptospermum och familjen myrtenväxter.

## Underarter
Arten delas in i följande underarter:
- L. m. madidum
- L. m. sativum

## Bildgalleri

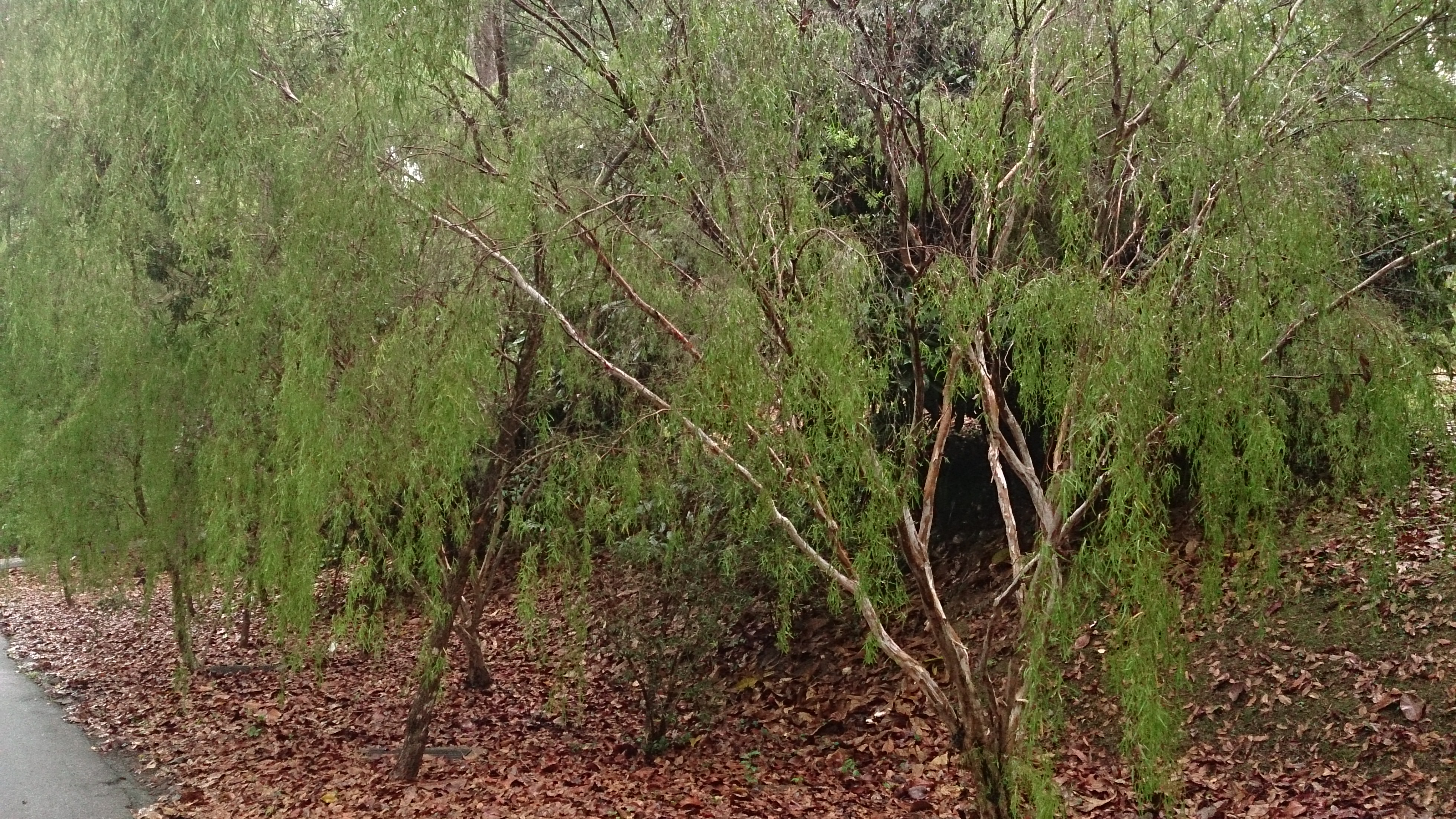